# Атанас Кацулов
Атанас Димитров Кацулов е български лекар, учен и преподавател.

## Биография
Роден е на 22 април 1928 година в мелнишкото село Манджово. Завършва гимназия „Яне Сандански“ в Свети Врач и след това – хуманна медицина в Медицинска академия в София. Става научен сътрудник в Научния институт по акушерство и гинекология в София в 1960 година. Започва работа в Майчин дом в София, където е преподавател, асистент, доцент и професор. На 11 юни 1997 година е обявен за почетен гражданин на Благоевград. В 1999 година Атанас Кацулов става член на Американската академия на науките.
В 2004 година е отличен и като почетен гражданин на Сандански заради изключителните си приноси в майчиното и детското здравеопазване и научните си заслуги в акушерството и гинекологията. От 2011 година е член на медицинските специалисти в България и на дружеството по акушеро-гинекология. Автор е на редица учебници, книги и статии в областта на акушеро-гинекологията.
Умира на 30 юни 2017 година.